# Трегубов, Валерий Григорьевич

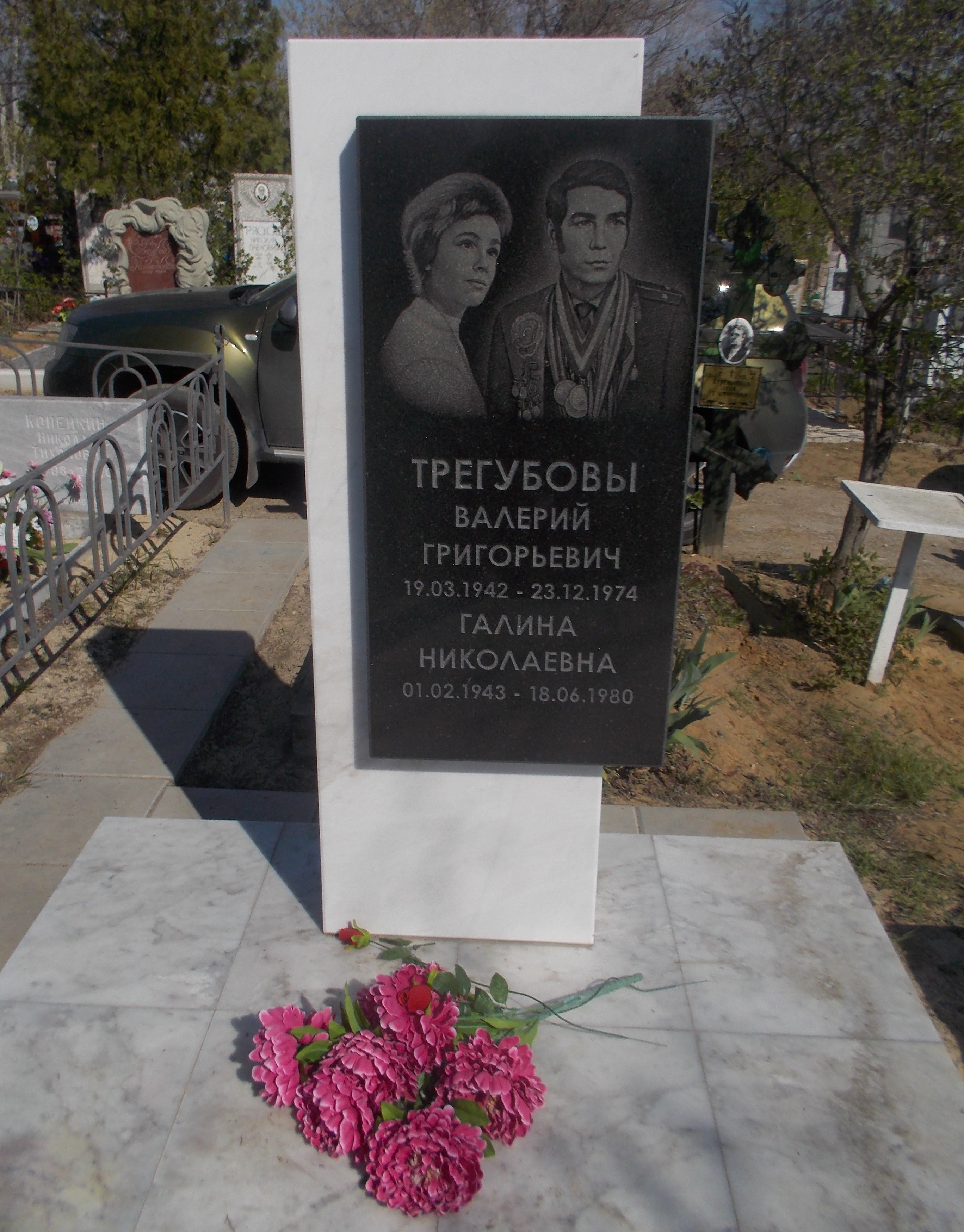
Могила супругов Трегубовых.

Вале́рий Григо́рьевич Трегу́бов (19 марта 1942, Краснодар — 23 декабря 1974, Улан-Удэ) — советский боксёр первой средней весовой категории, выступал за сборную СССР в конце 1960-х — начале 1970-х годов. Дважды чемпион Европы, трёхкратный чемпион СССР, заслуженный мастер спорта СССР.

## Биография
Валерий Трегубов родился 19 марта 1942 года в Краснодаре. Активно заниматься боксом начал в возрасте пятнадцати лет под руководством заслуженного тренера Владимира Лаврова, позже тренировался в Волгограде, представлял вооружённые силы.
Первого серьёзного успеха на ринге добился в 1963 году, завоевав золотую медаль на Первых играх GANEFO в Джакарте в весовой категории до 67 кг. В 1964 году завоевал серебряную медаль на чемпионате СССР в весе до 67 кг, проиграв в финале Ричардасу Тамулису. В 1965 и 1966 годах на чемпионатах СССР становился бронзовым призёром, а 1968-м вновь завоевал серебряную медаль, уступив лишь Борису Лагутину. В 1969 году впервые стал чемпионом Советского Союза и выиграл в первом среднем весе первенство Европы в Бухаресте, где, помимо всего прочего, был признан лучшим боксёром соревнований.
В 1970 году Трегубов защитил титул чемпиона СССР, год спустя одержал победу на чемпионате Европы в Мадриде — за эти достижения получил почётные звания «Заслуженный мастер спорта» и «Выдающийся боксёр». Девятикратный чемпион РСФСР. В 1972 году в третий раз выиграл первенство СССР и благодаря череде удачных выступлений удостоился права защищать честь страны на летних Олимпийских играх в Мюнхене. В первом бою 1/16 финала раздельным решением (3:2) победил американца Реджи Джонса, но в следующем 1/8 финала единогласным решением судей проиграл британцу Алану Минтеру, который выиграл бронзовую медаль и впоследствии стал чемпионом мира среди профессионалов. В 1973 году принял решение завершить карьеру.
- девятикратный чемпион РСФСР (1964-1972);
- двукратный серебряный призер чемпионата СССР (1964, 1968);
- двукратный бронзовый призер чемпиона СССР (1965, 1966);
- трёхкратный чемпион СССР (1969, 1970, 1972)[3][4][5][6][2];
- двукратный чемпион Европы (1969, 1971);
- дважды признан лучшим боксером Европы (1969, 1971).[7]

Погиб 23 декабря 1974 года в Улан-Удэ — в драке получил удар ножом в спину.

## Память
В настоящее время в Волгограде ежегодно проводится боксёрский турнир памяти Валерия Трегубова, также начиная с 1997 года действует клуб бокса имени В. Трегубова.